# Q'net International
Q'net International este o companie furnizoare de soluții și servicii IT&C din România, lansată în anul 1993.
În august 2011, pachetul majoritar de 70% din acțiuni a fost cumpărat de compania Bramerton Investments, deținută de Bramerton Investments Limited, o companie de tip holding care își propune investiții în domeniul IT&C.
Până la acel moment, avea același acționariat cu furnizorul de soluții și servicii informatice Crescendo International.
Acționarii celor două companii erau Marius Corneliu Vladu, Marius Tulea, Adriana Cârstoiu și Andrei Mircea Zăhărescu.
Număr de angajați în 2010: 100
Cifra de afaceri:
- 2009: 13 milioane euro[1]
- 2005: 30,4 milioane euro[2]